# العلاقات البرتغالية البوسنية
العلاقات البرتغالية البوسنية هي العلاقات الثنائية التي تجمع بين البرتغال والبوسنة والهرسك.

## مقارنة بين البلدين
هذه مقارنة عامة ومرجعية للدولتين:
| وجه المقارنة                                              | البرتغال                                                  | البوسنة والهرسك                                             |
| --------------------------------------------------------- | --------------------------------------------------------- | ----------------------------------------------------------- |
| المساحة (كم2)                                             | 92.21 ألف                                                 | 51.20 ألف                                                   |
| عدد السكان (نسمة)                                         | 10.60 مليون                                               | 3.51 مليون                                                  |
| الكثافة السكانية (ن./كم²)                                 | 114.95                                                    | 68.55                                                       |
| العاصمة                                                   | لشبونة                                                    | سراييفو                                                     |
| اللغة الرسمية                                             | اللغة البرتغالية، اللغة الميراندية                        | اللغة البوسنوية، اللغة الكرواتية، اللغة الصربية             |
| العملة                                                    | يورو، اسكودو برتغالي                                      | مارك بوسني                                                  |
| الناتج المحلي الإجمالي (بليون دولار)                      | 217.57 مليار                                              | 18.17 مليار                                                 |
| الناتج المحلي الإجمالي (تعادل القوة الشرائية) بليون دولار | 307.82 مليار                                              | 41.35 مليار                                                 |
| الناتج المحلي الإجمالي الاسمي للفرد دولار أمريكي          | 19.22 ألف                                                 | 4.25 ألف                                                    |
| الناتج المحلي الإجمالي للفرد دولار أمريكي                 | 28.76 ألف                                                 | 10.43 ألف                                                   |
| مؤشر التنمية البشرية                                      | 0.830                                                     | 0.733                                                       |
| رمز المكالمات الدولي                                      | +351                                                      | +387                                                        |
| رمز الإنترنت                                              | .pt                                                       | .ba                                                         |
| المنطقة الزمنية                                           | توقيت غرب أوروبا، توقيت غرب أوروبا الصيفي، أوروبا/لشبونة ‏ | توقيت وسط أوروبا، ت ع م+01:00، ت ع م+02:00، أوروبا/سراييفو ‏ |

## منظمات دولية مشتركة
يشترك البلدان في عضوية مجموعة من المنظمات الدولية، منها:
| علم المنظمة | اسم المنظمة                               | تاريخ انضمام البرتغال | تاريخ انضمام البوسنة والهرسك |
| ----------- | ----------------------------------------- | --------------------- | ---------------------------- |
|             | مؤسسة التنمية الدولية                     | 29 ديسمبر 1992        | 25 فبراير 1993               |
|             | يونسكو                                    | 11 مارس 1965          | 2 يونيو 1993                 |
|             | وكالة ضمان الاستثمار متعدد الأطراف        | 6 يونيو 1988          | 19 مارس 1993                 |
|             | مجلس أوروبا                               | ?                     | 24 أبريل 2002                |
|             | الأمم المتحدة                             | 14 ديسمبر 1955        | 22 مايو 1992                 |
|             | الاتحاد البريدي العالمي                   | ?                     | ?                            |
|             | البنك الدولي للإنشاء والتعمير             | 29 مارس 1961          | 25 فبراير 1993               |
|             | اتفاقية السماوات المفتوحة                 | ?                     | ?                            |
|             | الاتحاد الدولي للاتصالات                  | 1866                  | 20 أكتوبر 1992               |
|             | منظمة حظر الأسلحة الكيميائية              | ?                     | ?                            |
|             | مؤسسة التمويل الدولية                     | 8 يوليو 1966          | 25 فبراير 1993               |
|             | المنظمة الأوروبية لسلامة الملاحة الجوية   | 1986                  | 2004                         |
|             | المركز الدولي لتسوية المنازعات الاستشارية | 1 أغسطس 1984          | 13 يونيو 1997                |
|             | منظمة الشرطة الجنائية الدولية             | ?                     | ?                            |
|             | منظمة الأمن والتعاون في أوروبا            | 25 يونيو 1973         | 30 أبريل 1992                |

## وصلات خارجية
- موقع وزارة الخارجية البرتغالية
- موقع وزارة الخارجية البوسنية